# Saison 2 de La Ligue des justiciers : Nouvelle Génération
Chronologie
Saison 1
Cet article présente le guide des épisodes de la deuxième saison de la série télévisée La Ligue des justiciers : Nouvelle Génération.

## Épisode 1:Bonne année
- États-Unis : 28 avril 2012 sur Cartoon Network
- France :  sur France 4

## Épisode 2:Terriens
- États-Unis : 5 mai 2012 sur Cartoon Network
- France :  sur France 4

## Épisode 3:Exclu
- États-Unis : 12 mai 2012 sur Cartoon Network
- France :  sur France 4

 En cherchant les Korlotéens, l'équipe découvre que Manta et Aqualad aident l'invasion des extraterrestres. Manta est en effet le père d'Aqualad.

## Épisode 4:Le Golem
- États-Unis : 19 mai 2012 sur Cartoon Network
- France :  sur France 4

 Superboy et Blue Beetle affrontent l'intergang, un groupe de criminels qui a combiné les quatre Appelaxiens en un super Gollum contrôlé. Sportsmaster aidé d'un mystérieux allié détruisent le Gollem qui ne voulait autre que se détruire lui-même. 
De leur côté, Green Arrow, Black Canary, Nightwing, Kid Flash et Guardian tante d'aider Red Arrow à accepter ce qu'il est. On découvre que lui et Cheshire sont ensemble et qu'ils ont une fille.
De leur côté, Artémis et Kid Flash ont raccroché leur côté super-héros et vivent ensemble depuis 5 ans.

## Épisode 5:En dessous
- États-Unis : 26 mai 2012 sur Cartoon Network
- France :  sur France 4

 Blue Beetle reçoit un appel de son ami Tye désespéré et s'empresse de le rejoindre. À son arrivée, Tye a disparu enlevé par quelqu'un. Blue Beetle s'efforce de le retrouver et enquête près de la famille de Tye.
De leur côté, Batgirl, Wonder Girls, Bumblebee et Miss Martian sont envoyées en mission au Qurac et découvrent un complot de Psimon où des jeunes humains sont enlevés et retenus prisonniers dans des caissons. Les quatre super-héroïnes réussissent à s'enfuir et à libérer les humains. Néanmoins, une nouvelle cargaison de jeunes humains arrive dont Tye fait partie.

## Épisode 6:Réunion de famille
- États-Unis : 2 juin 2012 sur Cartoon Network
- France :  sur France 4

 Un jeune héros au pouvoir similaire à Flash arrive au Mont Justice. Il s'agit d'Impulse prétendant être le petit-fils de Flash et venant du futur. Un ennemi sème la panique en ville nommé Neutron. Flash, Kid Flash et Impulse partent le vaincre. Flash et Impulse manquent de se faire tuer et sont sauvés par Jay Garrick et Kid Flash. Neutron est vaincu par Impulse qui lance dans sa peau un dispositif du futur afin d'enlever ses pouvoirs. Neutron est désorienté et ne sait pas où il est car il était contrôlé par des personnes de l'ombre. L'équipe repart au Mont Justice pour voir Impulse repartir dans le futur mais la machine ne fonctionne plus et il se retrouve piégé.
Dans le futur, on voit que le monde est devenu un chaos et Impulse aidé d'un vieil ami construit une machine à remonter le temps pour un aller simple. Le vieil homme vêtu d'un habit de prisonnier est Neutron semblant être devenu gentil. Lorsqu'Impulse retourne dans le passé, Neutron est changé mais le monde est toujours détruit.
De leur côté, Red Arrow, Cheshire et leur fille partent sauver Speedy. Après des combats contre des gardes, ils découvrent son corps en vie dans une chambre froide.

## Épisode 7:Les Profondeurs
- États-Unis : 9 juin 2012 sur Cartoon Network
- France :  sur France 4

 Artémis rejoint l'équipe afin de superviser le lancement d'un satellite de communication. Black Manta demande à Aqualad de saboter le satellite ce que celui-ci commande de faire à son armée. L'équipe se bat afin de protéger le lancement. Lagoon boy est enlevé et Artémis est tuée par Aqualad sous les yeux de Nightwing qui tentait de la protéger. Aqualad et son armée s'enfuient laissant l'équipe sous le choque tandis que Nightwing essaye de réanimer sa partenaire. De retour au Mont Justice, tout le monde est attristé par la nouvelle. Vers la fin de l'épisode, Aqualad est rejoint par Nightwing, Kid Flash et... Artémis toujours vivante. Ce n'était qu'une ruse afin qu'Aqualad se fasse accepter par son père, en effet, celui-ci est en mission d'infiltration. Lui et Artémis déguisée par un cristal magique déformant son apparence s'infiltrent afin de vaincre la lumière.

## Épisode 8:Satisfaction
- États-Unis : 29 septembre 2012 sur Cartoon Network
- France :  sur France 4

 Speedy est dans un hôpital sous la garde de Green Arrow et Red Arrow. À son réveil, les rapports entre lui et Green Arrow explosent et il s'enfuit afin de tuer Lex Luthor. Speedy finit par l'épargner et repart avec un bras armé métallique et un nouveau nom, Arsenal sous les yeux de Red Arrow et Green Arrow qui étaient venus l'aider. 
L'équipe est toujours traumatisée par la perte d'Artémis et la disparition de Lagoon boy. Sportsmaster et Cheshire jurent vengeance sur Aqualad et Black Manta. Rocket va se marier et Superboy essaye tant bien que mal d'oublier Miss Martian.

## Épisode 9:Obscur
- États-Unis : 6 octobre 2012 sur Cartoon Network
- France :  sur France 4

 Aqualad est envoyé capturer Blue Beetle au Mont Justice afin de prouver qu'il est dans le camp de Black Manta. Artémis sous le nom de Tigresse et avec des vilains capturent Beast Boy et Impulse. Aqualad remplit sa mission et Blue Beetle est attrapé. Superboy et Nightwing avec loup et la sphère sont laissés inconscients au Mont Justice. Aqualad pause une bombe au Mont et s'enfuit. Le Mont Justice est détruit. Superboy, Nightwing, Loup et la sphère s'en sortent de justesse grâce aux infos données par Aqualad. Cependant, Kid Flash commence à perdre foi en la mission après avoir vu les extrémités à laquelle sont conduits nos héros. De son côté, Aqualad est accepté près de la lumière et Tigresse est devenue son bras droit.

## Épisode 10:Avant l'aube
- États-Unis : 5 janvier 2013 sur Cartoon Network
- France :  sur France 4

 Nightwing dirige l'opération visant à libérer les membres de l'équipe prisonniers des Reach. Ceux-ci mènent des expériences sur les humains et super humains afin de créer ou d'améliorer les meta-gènes. La bataille fait rage, Blue Beetle apprend une vérité sur son scarabée et Impulse lui confie que c'est lui qui rendra le monde chaotique dans le futur. Miss Martian tombe sur Aqualad et folle de rage mène un combat mental contre lui. Elle lit tous ces souvenirs et s'aperçoit de son erreur, Aqualad est un espion infiltré et Artémis est toujours en vie. Quand elle quitte le lien mental, Aqualad est détruit mentalement, Tigresse arrive pour le sauver, Miss Martian se rend compte qu'il s'agit d'Artémis. Les Reach ont créé un Black Beetle surpuissant mettant à terre toute l'équipe. Mais Blue Beetle le défie et l'équipe s'enfuit après qu'une brèche ait été ouverte dans la coque du vaisseau laissant entrer l'eau. La jeune ligue récupère par la suite Blue Beetle inconscient dans la mer.

## Épisode 11:Coincé
- États-Unis : 12 janvier 2013 sur Cartoon Network
- France :  sur France 4

 Un extraterrestre nommé Despero lance une attaque sur le Palais de Justice afin d'affronter le héros le plus puissant. Le vilain finit par être vaincu. Les Reach, s'étant dévoilés au monde, proposent une aide au justicier pour se faire accepter sur la Terre. Cela nuit à la réputation de la ligue qui s'oppose au Reach sans preuve de leur méfait.

## Épisode 12:La Nourriture du futur
- États-Unis : 19 janvier 2013 sur Cartoon Network
- France :  sur France 4

 Lex Corp forme un partenariat avec les Reach afin de répondre à la demande alimentaire du monde entier. L'équipe mène une opération secrète afin d'apprendre plus sur cette alliance. Robin, Impulse, Blue Beetle et Arsenal apprennent que les Reach utilisent des additifs pour améliorer leur culture afin de rendre accro les humains. Black Beetle tente de vaincre l'équipe mais il est arrêté par un mystérieux allié Green Beetle de Mars. On apprend que Lex Luthor veut former une équipe de Metz Humain avec les enfants enlevés par les Reach.

## Épisode 13:La Réparation
- États-Unis : 26 janvier 2013 sur Cartoon Network
- France :  sur France 4

 Black Manta confie à Tigresse et Deathstroke de capturer Miss Martian afin de réparer le mental de son fils Aqualad alias Kaldur. Miss Martian est capturée par Artémis et s'efforce avec elle de réparer Aqualad. De leur côté, Superboy et Lagoon Boy sont informés par Nightwing du secret d'Aqualad et d'Artémis.

## Épisode 14:L'Évasion
- États-Unis : 2 février 2013  sur Cartoon Network
- France :  sur France 4

 Blue Beetle est de plus en plus préoccupé par le futur dont a été victime Impulse et veut à tout prix contrôler son scarabée. Green Beetle l'aide dans cette tâche. Nightwing demande à Blue Beetle de retrouver une bande d'adolescents aux supers pouvoirs comportant Virgile Hawkins contrôlant l'électromagnétisme, Asamy Koisumy aux facultés de propulsion, Edwardo Dorado pouvant se  téléporter et Tye Longchado créant un double Astral géant et surpuissant. Red volcano fait son apparition au laboratoire où étaient détenus les adolescents et Blue Beetle l'affronte. Les adolescents s'efforcent d'aider au maximum avec leurs dons. Le comportement de Blue Beetle est de plus en plus étrange et il réussit à vaincre Red Volcano. Lex Luthor apparaît et fait amis amis avec les adolescents. ils ne savent pas que Lex Luthor cherche à exploiter leurs capacités et que c'est lui qui a envoyé Red Tornado. Vers la fin de l'épisode, les Beetle se réunissent et il s'avère que Blue Beetle est contrôlé par son scarabée.

## Épisode 15:La Guerre
- États-Unis : 9 février 2013  sur Cartoon Network
- France :  sur France 4

 L'équipe des jeunes justiciers découvre que la machine de guerre, une arme gigantesque contrôlée par Mongul, se dirige vers le Terre afin de la détruire empêchant ainsi les Reach de contrôler la planète et d'empêcher les plans de conquête de l'univers de Mongul. La jeune équipe parvient à arrêter la machine mais Blue Beetle les trahit en capturant l'équipe présente sur la machine et en mentant aux autres restés en retrait. Les Reach récupère donc la clé Cristaline permettant de contrôler la machine de guerre. 
De son côté, la ligue des justiciers est toujours en procès dans l'univers.

## Épisode 16:Complications
- États-Unis : 16 février 2013  sur Cartoon Network
- France :  sur France 4

 Nightwing arrive dans la machine de guerre afin de découvrir les raisons de la disparition de son équipe. Blue Beetle lui ment. 
De leurs côtes, Artémis et Aqualad tentent de sauver M'gann des griffes de Black Manta. Cependant une attaque est menée par Cheshire et Sportsmaster afin de venger Artémis. Miss Martian parvient à leur révéler la vérité et ils s'enfuient tous les trois du vaisseau. Cheshire informe par la suite sa mère qu'Artemis est en vie.
Nightwing découvre que Blue Beetle a trahi l'équipe.

## Épisode 17:La Chasse
- États-Unis : 23 février 2013  sur Cartoon Network
- France :  sur France 4

 La bande des nouveaux jeunes héros est envoyée par Lex Luthor afin de porter secours à l'équipe des jeunes justiciers emprisonnée par les Reach. Arsenal qui s'était sauvé en ouvrant une brèche dans le vaisseau par peur d'être recapturé les suit de près. L'équipe de Lex Luthor parvient avec l'aide d'Arsenal à sauver l'équipe des jeunes justiciers et à empêcher Black Beetle d'intervenir. Arsenal est viré de l'équipe mais les jeunes héros l'acceptent parmi eux. À leur retour, ils comprennent que Lex Luthor s'est servi d'eux comme distraction afin de s'emparer de la clé de la machine de guerre grâce à Deathstroke. La jeune équipe finit par se détacher de l'aide de Lex Luthor.

## Épisode 18:Intervention
- États-Unis : 2 mars 2013 sur Cartoon Network
- France :  sur France 4

 Black Beetle aidé de Green Beetle reprend le dessus sur Mongul. Blue Beetle fait toujours bonne figure auprès de la population afin de remonter la popularité des Reach déjà bien affaiblie. Il se fait surprendre par Batgirl et Impulse qui lui tendent un piège avec Rocket et Zatanna. L'équipe se dirige vers Qurac dans la base secrète de Queen Bee afin de libérer Blue Beetle. Dans un ancien temple dédié au scarabée, Zatanna arrive à libérer Blue Beetle et Green Beetle de l'influence de leur scarabée. L'équipe avait mis au point ce stratagème il y a des mois afin de libérer Blue Beetle. 
De leur côté, les sbires de Queen Bee sont informés que le plan se déroule comme prévu.

## Épisode 19:Réunion au sommet
- États-Unis : 9 mars 2013 sur Cartoon Network
- France :  sur France 4

 La lumière et les Reach se rencontrent secrètement pour discuter des avancées de leur plan. Des tensions se créent. Ra's al Ghul découvre que Tigresse à un collier magique autour du coup et l'arrache. Artémis est découverte et la mission secrète d'Aqualad également. Tous deux sont tués par Deathstroke et un hologramme d'Aqualad apparaît et vient semer la discorde entre les Reach et la Lumière. L'Alliance échoue et Artémis et Aqualad se relèvent. Deathstroke n'était autre que Miss Martian déguisée qui a simulé la mort des deux super-héros. Vandal Savage appelle ses sbires mais ceux-ci se révèlent être l'équipe avec Kid Flash venu aider. Une bataille est menée. Black Beetle blesse grièvement Ra's al Ghul qui s'enfuit avec un acolyte. Aqualad parvient à vaincre son père. L'ambassadeur Reach est capturé et trahi par Black Beetle qui s'enfuit avec la scientifique Reach. Savage s'échappe également et l'équipe arrive à vaincre tous les sbires.
Plus tard, Nightwing remet le commandement de l'équipe à Aqualad mais soudain Black Canary, Black Lightning et Captain Marvel sont téléportés inconscients et la machine de guerre repart dans l'espace. Sur la Terre, la trahison des Reach est démasquée. Néanmoins Black Beetle, qui a pris le commandement, souhaite détruire la planète Terre avant que le corps des Green Lanternes et les Guardians arrivent.

## Épisode 20:Fin de partie
- États-Unis : 16 mars 2013 sur Cartoon Network
- France :  sur France 4

 Le consulat de Rimbor prend sa décision et emprisonne les 6 membres de la ligue des justiciers responsables des dégâts dans l'univers. Superboy et Miss Martian arrivent avec de nouvelles preuves mais trop tard. Néanmoins, ils arrivent à persuader le consulat de libérer la ligue et repartent sur Terre avec eux. 
Sur Terre, Aqualad et les Beetle attaquent le vaisseau Reach et Black Beetle. Celui-ci détruit le scarabée de Green Beetle et Blue Beetle fait de même avec le sien. Le Reach dépossédé de son scarabée apprend à Blue Beetle que 20 bombes ont été activées sur Terre pour la détruire. Tous les super-héros partent en équipe de 2 détruire les bombes Reach grâce à un dispositif mis au point par Lex Luthor. Après destruction des 20 bombes Blue Beetle s’aperçoit qu'il en reste une 21e en Arctique. Flash, Impulse et Kid Flash vont sur place pour le désamorcer. Cependant, tout ne se passe pas comme prévu et Kid Flash le moins rapide des trois se fait désintégrer par un flux d'énergie sous les yeux choqués de Flash et Impulse. Toute l'équipe est dévastée par ce sacrifice surtout Artémis. Quelques jours plus tard, le monde est débarrassé des Reach et Lex Luthor devient le nouveau Secrétaire Général. Impulse prend le nom de Kid Flash en son honneur et Artémis rejoint l'équipe sous le nom de Tigresse. Superboy et Miss Martian recommence leur relation. Nightwing fait une pause après la mort de son meilleur ami et décide que Batgirl prendrait sa place. 
Dans l'espace, G.Gordon Godfrey et Desaad rencontrent Vandal avec Darkseid sur la machine de guerre afin de préparer un nouveau plan.